# Emely Joester
Emely Lina Joester (* 17. März 2004 in Lübeck) ist eine deutsche Fußballspielerin. Sie spielt seit Sommer 2025 für den VfL Bochum.

## Karriere

### Vereine
Joester begann in ihrem Geburtsort, im Stadtteil Kücknitz beim Mehrspartensportverein SV Siems, mit dem Fußballspielen. Im weiteren Verlauf schloss sie sich dem Jugendfußballverein Hanse Lübeck und danach dem Jugendfußballverein Grönau in Groß Grönau, unmittelbar an den Lübecker Stadtteil St. Jürgen gelegen, an. Ins Ruhrgebiet gelangt, gehörte sie von 2019 bis 2021 der B-Jugendmannschaft der SGS Essen an, für die sie in insgesamt 19 Punktspiele in der Staffel West/Südwest der B-Juniorinnen-Bundesliga eingesetzt wurde und drei Tore erzielte.
Zur Saison 2021/22 rückte sie in die zweite Mannschaft auf. In ihrer Premierensaison im Seniorinnenbereich wurde sie 25 Punktspielen der drittklassigen Regionalliga West eingesetzt. Ihr Debüt gab sie am 5. September 2021 (2. Spieltag) beim 2:1-Sieg im Auswärtsspiel gegen Alemannia Aachen über 90 Minuten. Ihr erstes von zwei Saisontoren gelang ihr am 12. Dezember 2021 (15. Spieltag) beim 2:2-Unentschieden im Auswärtsspiel gegen den SV Menden mit dem Treffer zur 1:0-Führung in der 17. Minute. In der Folgesaison bestritt sie 13 Zweit- und auch erstmals für die erste Mannschaft, der sie seit dem 1. Juli 2022 angehört, ein Bundesligaspiel. Zum Saisonausklang am 28. Mai 2023 wurde sie beim 1:1-Unentschieden im Auswärtsspiel gegen den 1. FC Köln in der 82. Minute für Ramona Maier eingewechselt.
Zur Saison 2025/26 wechselte sie zum Zweitligisten VfL Bochum.

### Auswahlmannschaft
Joester kam als Spielerin der U14- und U16-Auswahlmannschaft des Schleswig-Holsteinischen Fußballverbandes im Jahr 2017 und 2019 in insgesamt sieben Turnierspielen um den DFB-Länderpokal an der Sportschule Wedau in Duisburg zum Einsatz und erzielte für die U16-Auswahlmannschaft ihr einziges Turniertor.